# Mara Delius

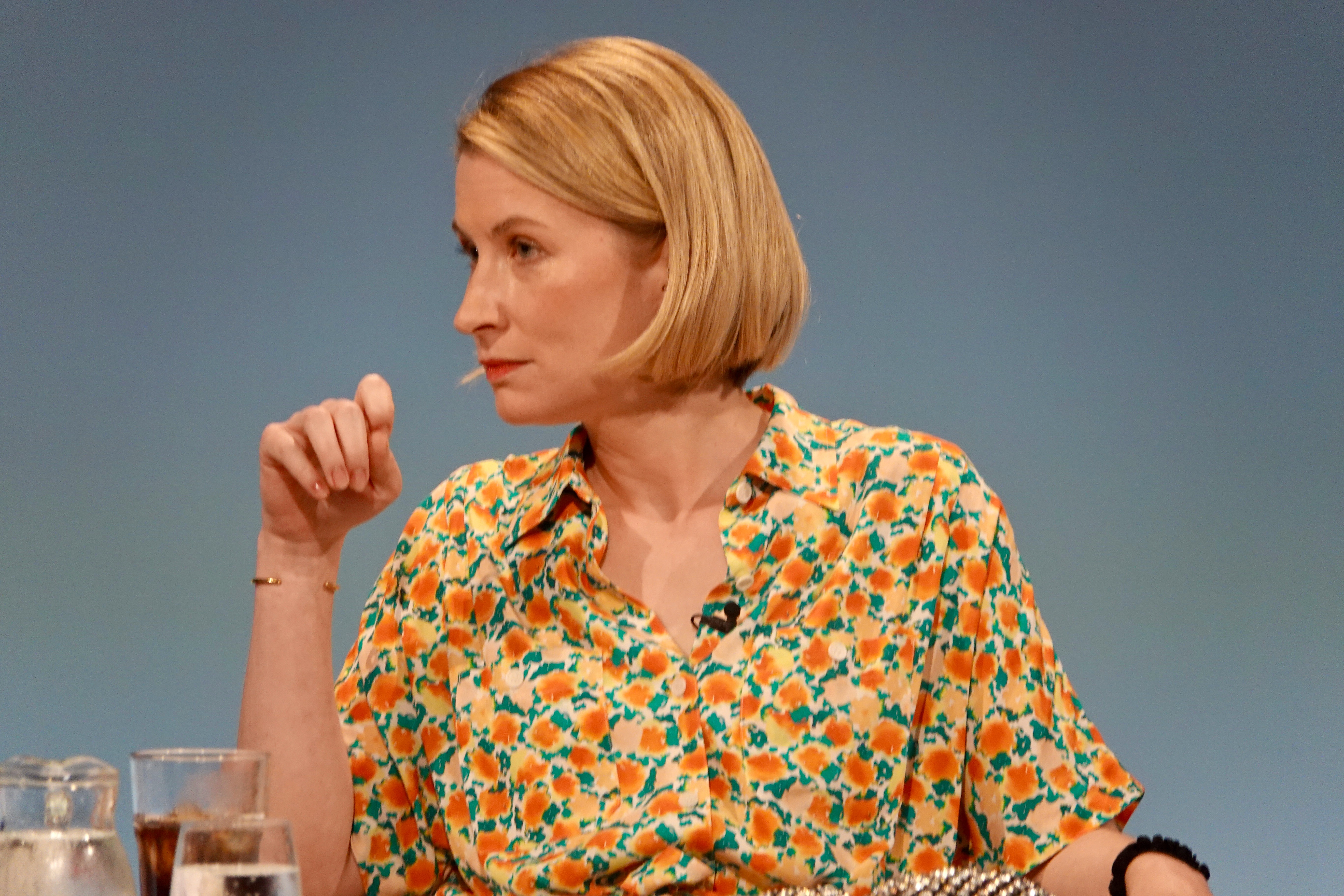
Mara Delius beim Ingeborg-Bachmann-Preis 2022

Mara Elisabeth Anneke Johanna Delius (* 2. Februar 1979 in Kranenburg) ist eine deutsche Literaturwissenschaftlerin und Literaturkritikerin.

## Leben und Karriere
Mara Delius wurde als Tochter des Schriftstellers Friedrich Christian Delius und der Hochschullehrerin Gisela Klann-Delius in Kranenburg bei Kleve am Niederrhein geboren. Sie besuchte das Berliner Gymnasium zum Grauen Kloster mit Abitur 1998 und studierte, zuerst in London, Allgemeine- und Vergleichende Literaturwissenschaft und Philosophie. 2008 war sie Visiting Scholar an der Stanford University und wurde im selben Jahr am King’s College London mit der Arbeit Picturing Pastness über Geschichtsverständnis, Fotografie und das Konzept der Stimmung in neuerer deutscher Literatur promoviert.
Ab 2008 war sie freie Mitarbeiterin der Frankfurter Allgemeinen Zeitung und der Frankfurter Allgemeinen Sonntagszeitung in den Ressorts Feuilleton und Geisteswissenschaften. 2009 war sie Kolumnistin des Standpoint Magazine und 2010 – gefördert durch die Studienstiftung des deutschen Volkes – Berichterstatterin aus New York und Washington. Seit 2011 ist sie Feuilletonredakteurin der Tageszeitung Die Welt. 2016 und 2025 war sie Gast im Literarischen Quartett. Seit 2017 leitet Mara Delius die Literarische Welt.  Seit 2021 gehört sie der Jury des Ingeborg-Bachmann-Preises an.

## Tätigkeit als Jurorin
- 2017: Jurorin des Deutschen Buchpreises
- seit 2021: Ingeborg-Bachmann-Preis

## Auszeichnungen
- Max Kade Critic in Residence der Washington University
- 2019 Julius-Campe-Preis[4]